# Antoine Contat
Antoine Contat (Monthey, 15 december 1869 - Bern, 21 augustus 1927) was een Zwitsers advocaat, notaris, journalist, vertaler en ambtenaar. Van 1919 tot zijn overlijden in 1927 was hij vicekanselier van Zwitserland.

## Biografie

### Afkomst en opleiding
Antoine Contat was een zoon van François Contat. Hij was gehuwd met Léonie-Jeanne-Isaline Mercanton en was een broer van Armand Contat en van Julie Contat en schoonbroer van psychiater Paul Repond. Hij liep school in Montreux en Lausanne en studeerde later rechten in Lausanne, aan de rechtenschool van Sion en in Straatsburg. Vervolgens behaalde hij in 1894 een doctoraat aan de Universiteit van Bern.

### Jurist, journalist en vertaler
Naderhand werd Contat advocaat en notaris. Hij was verbonden aan de balie van Wallis. In Bern was hij politiek correspondent voor de liberale kranten Nouvelliste vaudois uit Lausanne en de La Suisse libérale uit Neuchâtel. In 1897 ging hij aan de slag als vertaler bij het Departement van Justitie en Politie, waarna hij in 1909 de overstap maakte naar het Departement van Binnenlandse Zaken.

### Vicekanselier
Vervolgens was Contat van 1919 tot zijn overlijden in 1927 vicekanselier. In die functie was had hij als taak om de Franse vertaling van beslissingen van de Zwitserland te controleren. Vanwege zijn verslechterende gezondheidstoestand gaf hij aan vanaf september 1927 af te zullen treden als vicekanselier, maar hij overleed reeds eerder, in augustus 1927, aan de gevolgen van een blaastumor.